# فهرست جایزه‌ها و نامزدی‌های مریل استریپ
مریل استریپ (انگلیسی: Meryl Streep) هنرپیشه اهل ایالات متحده آمریکا که به خاطر جوایز و نامزدی‌های چندگانه برای آثار سینمایی، تئاتری و تلویزیونی شناخته شده‌است

## جوایز و نامزدی‌ها
| Indicates non-competitive categories | Indicates non-competitive categories |

| جایزه                                       | سال                                    | رده                                                                        | Recipient(s) و نامزدی(ها)                                                                    | نتیجه      | Ref(s).         |
| ------------------------------------------- | -------------------------------------- | -------------------------------------------------------------------------- | -------------------------------------------------------------------------------------------- | ---------- | --------------- |
| جایزه اکتا                                  | ۱۹۸۹                                   | بهترین بازیگر زن در نقش اصلی                                               | فریادی در تاریکی                                                                             | برنده      | [ ۲ ]           |
| جایزه اکتا                                  | ۲۰۱۲                                   | بهترین بازیگر زن                                                           | بانوی آهنی                                                                                   | برنده      | [ ۳ ]           |
| جایزه اکتا                                  | ۲۰۱۴                                   | بهترین بازیگر زن                                                           | اوسیج کانتی                                                                                  | نامزدشده   | [ ۴ ]           |
| جایزه اکتا                                  | ۲۰۱۵                                   | بهترین بازیگر نقش مکمل زن                                                  | به‌سوی جنگل                                                                                   | نامزدشده   | [ ۵ ]           |
| AARP's Movies for Grownups Awards           | ۲۰۰۳                                   | بهترین بازیگر زن                                                           | اقتباس                                                                                       | برنده      | [ ۶ ]           |
| AARP's Movies for Grownups Awards           | ۲۰۰۵                                   | بهترین بازیگر زن                                                           | کاندیدای منچوری                                                                              | نفر دوم    | [ ۷ ]           |
| AARP's Movies for Grownups Awards           | ۲۰۰۵                                   | Breakaway Performance                                                      | وابسته به تو                                                                                 | نفر دوم    | [ ۷ ]           |
| AARP's Movies for Grownups Awards           | ۲۰۰۷                                   | بهترین بازیگر زن                                                           | شیطان پرادا می‌پوشد                                                                           | نفر دوم    | [ ۸ ]           |
| AARP's Movies for Grownups Awards           | ۲۰۰۸                                   | بهترین بازیگر زن                                                           | شیرها برای بره‌ها                                                                             | نفر دوم    | [ ۹ ]           |
| AARP's Movies for Grownups Awards           | ۲۰۰۹                                   | بهترین بازیگر زن                                                           | تردید                                                                                        | برنده      | [ ۱۰ ]          |
| AARP's Movies for Grownups Awards           | ۲۰۰۹                                   | بهترین داستان عشقی بزرگسالان                                               | مریل استریپ و پیرس برازنان بخاطر ماما میا!                                                   | نفر دوم    | [ ۱۰ ]          |
| AARP's Movies for Grownups Awards           | ۲۰۱۰                                   | بهترین داستان عشقی بزرگسالان                                               | مریل استریپ و استنلی توچی بخاطر جولی و جولیا                                                 | برنده      | [ ۱۱ ] [ ۱۲ ]   |
| AARP's Movies for Grownups Awards           | ۲۰۱۰                                   | بهترین داستان عشقی بزرگسالان                                               | مریل استریپ, الک بالدوین و استیو مارتین بخاطر پیچیده‌است                                      | نفر دوم    | [ ۱۱ ] [ ۱۲ ]   |
| AARP's Movies for Grownups Awards           | ۲۰۱۰                                   | بهترین بازیگر زن                                                           | جولی و جولیا                                                                                 | نفر دوم    | [ ۱۱ ] [ ۱۲ ]   |
| AARP's Movies for Grownups Awards           | ۲۰۱۰                                   | بهترین بازیگر زن                                                           | پیچیده‌است                                                                                    | نفر دوم    | [ ۱۱ ] [ ۱۲ ]   |
| AARP's Movies for Grownups Awards           | ۲۰۱۲                                   | بهترین بازیگر زن                                                           | بانوی آهنی                                                                                   | نفر دوم    | [ ۱۳ ]          |
| AARP's Movies for Grownups Awards           | ۲۰۱۲                                   | بهترین داستان عشقی بزرگسالان                                               | جیم برودبنت بخاطر بانوی آهنی                                                                 | برنده      | [ ۱۳ ]          |
| AARP's Movies for Grownups Awards           | ۲۰۱۳                                   | بهترین داستان عشقی بزرگسالان                                               | مریل استریپ و تامی لی جونز بخاطر امید می‌روید                                                 | نفر دوم    | [ ۱۴ ]          |
| AARP's Movies for Grownups Awards           | ۲۰۱۳                                   | بهترین بازیگر زن                                                           | امید می‌روید                                                                                  | نفر دوم    | [ ۱۴ ]          |
| AARP's Movies for Grownups Awards           | ۲۰۱۴                                   | بهترین بازیگر زن                                                           | اوسیج کانتی                                                                                  | نفر دوم    | [ ۱۵ ]          |
| AARP's Movies for Grownups Awards           | ۲۰۱۶                                   | بهترین بازیگر زن                                                           | فلورانس فاستر جنکینز                                                                         | نفر دوم    | [ ۱۶ ]          |
| AARP's Movies for Grownups Awards           | ۲۰۱۶                                   | بهترین داستان عشقی بزرگسالان                                               | مریل استریپ و هیو گرانت بخاطر فلورانس فاستر جنکینز                                           | نفر دوم    | [ ۱۶ ]          |
| AARP's Movies for Grownups Awards           | ۲۰۱۷                                   | بهترین بازیگر زن                                                           | پست                                                                                          | نفر دوم    | [ ۱۷ ] [ ۱۸ ]   |
| جایزه اسکار                                 | ۱۹۷۹                                   | بهترین بازیگر نقش مکمل زن                                                  | شکارچی گوزن                                                                                  | نامزدشده   | [ ۱۹ ]          |
| جایزه اسکار                                 | ۱۹۸۰                                   | بهترین بازیگر نقش مکمل زن                                                  | کریمر علیه کریمر                                                                             | برنده      | [ ۲۰ ]          |
| جایزه اسکار                                 | ۱۹۸۲                                   | بهترین بازیگر نقش اول زن                                                   | زن ستوان فرانسوی                                                                             | نامزدشده   | [ ۲۱ ]          |
| جایزه اسکار                                 | ۱۹۸۳                                   | بهترین بازیگر نقش اول زن                                                   | انتخاب سوفی                                                                                  | برنده      | [ ۲۲ ]          |
| جایزه اسکار                                 | ۱۹۸۴                                   | بهترین بازیگر نقش اول زن                                                   | سیلک‌وود                                                                                      | نامزدشده   | [ ۲۳ ]          |
| جایزه اسکار                                 | ۱۹۸۶                                   | بهترین بازیگر نقش اول زن                                                   | خارج از آفریقا                                                                               | نامزدشده   | [ ۲۴ ]          |
| جایزه اسکار                                 | ۱۹۸۸                                   | بهترین بازیگر نقش اول زن                                                   | آیرن‌وید                                                                                      | نامزدشده   | [ ۲۵ ]          |
| جایزه اسکار                                 | ۱۹۸۹                                   | بهترین بازیگر نقش اول زن                                                   | فریادی در تاریکی                                                                             | نامزدشده   | [ ۲۶ ]          |
| جایزه اسکار                                 | ۱۹۹۱                                   | بهترین بازیگر نقش اول زن                                                   | کارت‌پستال‌هایی از لبه پرتگاه                                                                  | نامزدشده   | [ ۲۷ ]          |
| جایزه اسکار                                 | ۱۹۹۶                                   | بهترین بازیگر نقش اول زن                                                   | پل‌های مدیسون کانتی                                                                           | نامزدشده   | [ ۲۸ ]          |
| جایزه اسکار                                 | ۱۹۹۹                                   | بهترین بازیگر نقش اول زن                                                   | یک چیز واقعی                                                                                 | نامزدشده   | [ ۲۹ ]          |
| جایزه اسکار                                 | ۲۰۰۰                                   | بهترین بازیگر نقش اول زن                                                   | موسیقی قلب                                                                                   | نامزدشده   | [ ۳۰ ]          |
| جایزه اسکار                                 | ۲۰۰۳                                   | بهترین بازیگر نقش مکمل زن                                                  | اقتباس                                                                                       | نامزدشده   | [ ۳۱ ]          |
| جایزه اسکار                                 | ۲۰۰۷                                   | بهترین بازیگنر نقش اول زن                                                  | شیطان پرادا می‌پوشد                                                                           | نامزدشده   | [ ۳۲ ]          |
| جایزه اسکار                                 | ۲۰۰۹                                   | بهترین بازیگنر نقش اول زن                                                  | تردید                                                                                        | نامزدشده   | [ ۳۳ ]          |
| جایزه اسکار                                 | ۲۰۱۰                                   | بهترین بازیگنر نقش اول زن                                                  | جولی و جولیا                                                                                 | نامزدشده   | [ ۳۴ ]          |
| جایزه اسکار                                 | ۲۰۱۲                                   | بهترین بازیگنر نقش اول زن                                                  | بانوی آهنی                                                                                   | برنده      | [ ۳۵ ]          |
| جایزه اسکار                                 | ۲۰۱۴                                   | بهترین بازیگنر نقش اول زن                                                  | اوسیج کانتی                                                                                  | نامزدشده   | [ ۳۶ ]          |
| جایزه اسکار                                 | ۲۰۱۵                                   | بهترین بازیگر نقش مکمل زن                                                  | به‌سوی جنگل                                                                                   | نامزدشده   | [ ۳۷ ]          |
| جایزه اسکار                                 | ۲۰۱۷                                   | بهترین بازیگر نقش اول زن                                                   | فلورانس فاستر جنکینز                                                                         | نامزدشده   | [ ۳۸ ]          |
| جایزه اسکار                                 | ۲۰۱۸                                   | بهترین بازیگر نقش اول زن                                                   | پست                                                                                          | نامزدشده   | [ ۳۹ ]          |
| آفتونبلادت                                  | ۱۹۸۶                                   | Female Foreign TV Personality of the Year                                  | مریل استریپ                                                                                  | برنده      | [ ۴۰ ]          |
| اتحادیه زنان روزنامه‌نگار سینمایی            | ۲۰۰۶                                   | بهترین بازیگر زن در اجرای کمدی                                             | شیطان پرادا می‌پوشد                                                                           | برنده      | [ ۴۱ ] [ ۴۲ ]   |
| اتحادیه زنان روزنامه‌نگار سینمایی            | ۲۰۰۷                                   | Actress Defying Age and Ageism                                             | مریل استریپ                                                                                  | نامزدشده   | [ ۴۳ ] [ ۴۴ ]   |
| اتحادیه زنان روزنامه‌نگار سینمایی            | ۲۰۰۸                                   | بهترین بازیگر زن                                                           | تردید                                                                                        | نامزدشده   | [ ۴۵ ] [ ۴۶ ]   |
| اتحادیه زنان روزنامه‌نگار سینمایی            | ۲۰۰۸                                   | Actress Defying Age and Ageism                                             | ماما میا!                                                                                    | نامزدشده   | [ ۴۵ ] [ ۴۶ ]   |
| اتحادیه زنان روزنامه‌نگار سینمایی            | ۲۰۰۸                                   | جایزه دستاورد یک عمر                                                       | مریل استریپ                                                                                  | نامزدشده   | [ ۴۵ ] [ ۴۶ ]   |
| اتحادیه زنان روزنامه‌نگار سینمایی            | ۲۰۰۸                                   | جایزه تصویر زنان                                                           | مریل استریپ                                                                                  | نامزدشده   | [ ۴۵ ] [ ۴۶ ]   |
| اتحادیه زنان روزنامه‌نگار سینمایی            | ۲۰۰۹                                   | Best Animated Female                                                       | آقای فاکس شگفت‌انگیز                                                                          | نامزدشده   | [ ۴۷ ] [ ۴۸ ]   |
| اتحادیه زنان روزنامه‌نگار سینمایی            | ۲۰۰۹                                   | Best Depiction of Nudity, Sexuality, or Seduction                          | مریل استریپ و الک بالدوین بخاطر پیچیده‌است                                                    | برنده      | [ ۴۷ ] [ ۴۸ ]   |
| اتحادیه زنان روزنامه‌نگار سینمایی            | ۲۰۰۹                                   | Actress Defying Age and Ageism                                             | پیچیده‌است و جولی و جولیا                                                                     | برنده      | [ ۴۷ ] [ ۴۸ ]   |
| اتحادیه زنان روزنامه‌نگار سینمایی            | ۲۰۰۹                                   | Outstanding Achievement by a Woman in the Film Industry                    | پیچیده‌است و جولی و جولیا                                                                     | نامزدشده   | [ ۴۷ ] [ ۴۸ ]   |
| اتحادیه زنان روزنامه‌نگار سینمایی            | ۲۰۰۹                                   | بهترین بازیگر زن                                                           | جولی و جولیا                                                                                 | نامزدشده   | [ ۴۷ ] [ ۴۸ ]   |
| اتحادیه زنان روزنامه‌نگار سینمایی            | ۲۰۰۹                                   | Lifetime Achievement Award                                                 | Meryl Streep                                                                                 | نامزدشده   | [ ۴۷ ] [ ۴۸ ]   |
| اتحادیه زنان روزنامه‌نگار سینمایی            | ۲۰۰۹                                   | Women's Image Award                                                        | Meryl Streep                                                                                 | نامزدشده   | [ ۴۷ ] [ ۴۸ ]   |
| اتحادیه زنان روزنامه‌نگار سینمایی            | ۲۰۱۱                                   | بهترین بازیگر زن                                                           | بانوی آهنی                                                                                   | نامزدشده   | [ ۴۹ ] [ ۵۰ ]   |
| اتحادیه زنان روزنامه‌نگار سینمایی            | ۲۰۱۱                                   | Female Icon Award                                                          | بانوی آهنی                                                                                   | نامزدشده   | [ ۴۹ ] [ ۵۰ ]   |
| اتحادیه زنان روزنامه‌نگار سینمایی            | ۲۰۱۱                                   | Actress Defying Age and Ageism                                             | بانوی آهنی                                                                                   | نامزدشده   | [ ۴۹ ] [ ۵۰ ]   |
| اتحادیه زنان روزنامه‌نگار سینمایی            | ۲۰۱۳                                   | Actress Defying Age and Ageism                                             | اوسیج کانتی                                                                                  | نامزدشده   | [ ۵۱ ] [ ۵۲ ]   |
| اتحادیه زنان روزنامه‌نگار سینمایی            | ۲۰۱۴                                   | Actress Defying Age and Ageism                                             | به‌سوی جنگل                                                                                   | نامزدشده   | [ ۵۳ ] [ ۵۴ ]   |
| American Academy of Arts and Letters        | ۲۰۱۰                                   | Honorary Member                                                            | مریل استریپ                                                                                  | برنده      | [ ۵۵ ]          |
| American Comedy Awards                      | ۱۹۹۱                                   | Funniest Actress in a Motion Picture                                       | کارت‌پستال‌هایی از لبه پرتگاه                                                                  | برنده      | [ ۵۶ ] [ ۵۷ ]   |
| American Comedy Awards                      | ۱۹۹۳                                   | Funniest Actress in a Motion Picture                                       | مرگ درخور اوست                                                                               | نامزدشده   | [ ۵۸ ] [ ۵۹ ]   |
| بنیاد فیلم آمریکا                           | ۲۰۰۴                                   | AFI Life Achievement Award                                                 | مریل استریپ                                                                                  | برنده      | [ ۶۰ ]          |
| American Movie Awards                       | ۱۹۸۰                                   | Best Supporting Actress                                                    | شکارچی گوزن                                                                                  | برنده      | [ ۶۱ ]          |
| جشنواره بین‌المللی فیلم برلین                | ۱۹۹۹                                   | Berlinale Camera                                                           | مریل استریپ                                                                                  | برنده      | [ ۶۲ ]          |
| جشنواره بین‌المللی فیلم برلین                | ۲۰۰۳                                   | خرس نقره‌ای برای بهترین بازیگر زن                                           | ساعت‌ها                                                                                       | برنده      | [ ۶۳ ]          |
| جشنواره بین‌المللی فیلم برلین                | ۲۰۱۲                                   | خرس طلایی                                                                  | مریل استریپ                                                                                  | برنده      | [ ۶۴ ]          |
| Blockbuster Entertainment Awards            | ۱۹۹۶                                   | Favorite Actress – Drama (Theatrical)                                      | پل‌های مدیسون کانتی                                                                           | نامزدشده   | [ ۶۵ ] [ ۶۶ ]   |
| انجمن منتقدان فیلم بوستون                   | 1982                                   | بهترین بازیگر زن                                                           | انتخاب سوفی                                                                                  | برنده      | [ ۶۷ ]          |
| انجمن منتقدان فیلم بوستون                   | 2006                                   | بهترین بازیگر نقش مکمل زن                                                  | شیطان پرادا می‌پوشد                                                                           | نفر دوم    | [ ۶۸ ]          |
| انجمن منتقدان فیلم بوستون                   | 2009                                   | بهترین بازیگر زن                                                           | جولی و جولیا                                                                                 | برنده      | [ ۶۹ ]          |
| انجمن منتقدان فیلم بوستون                   | 2011                                   | بهترین بازیگر زن                                                           | بانوی آهنی                                                                                   | نفر دوم    | [ ۷۰ ]          |
| جوایز بریتانیا                              | ۲۰۱۵                                   | Stanley Kubrick Britannia Award for Excellence in Film                     | مریل استریپ                                                                                  | برنده      | [ ۷۱ ]          |
| جوایز فیلم بفتا                             | ۱۹۸۰                                   | جایزه بفتای بهترین بازیگر نقش اول زن                                       | شکارچی گوزن                                                                                  | نامزدشده   | [ ۷۲ ]          |
| جوایز فیلم بفتا                             | ۱۹۸۰                                   | جایزه بفتای بهترین بازیگر نقش مکمل زن                                      | منهتن                                                                                        | نامزدشده   | [ ۷۲ ]          |
| جوایز فیلم بفتا                             | ۱۹۸۱                                   | جایزه بفتای بهترین بازیگر نقش اول زن                                       | کریمر علیه کریمر                                                                             | نامزدشده   | [ ۷۳ ]          |
| جوایز فیلم بفتا                             | ۱۹۸۲                                   | جایزه بفتای بهترین بازیگر نقش اول زن                                       | زن ستوان فرانسوی                                                                             | برنده      | [ ۷۴ ]          |
| جوایز فیلم بفتا                             | ۱۹۸۴                                   | جایزه بفتای بهترین بازیگر نقش اول زن                                       | انتخاب سوفی                                                                                  | نامزدشده   | [ ۷۵ ]          |
| جوایز فیلم بفتا                             | ۱۹۸۵                                   | جایزه بفتای بهترین بازیگر نقش اول زن                                       | سیلک‌وود                                                                                      | نامزدشده   | [ ۷۶ ]          |
| جوایز فیلم بفتا                             | ۱۹۸۷                                   | جایزه بفتای بهترین بازیگر نقش اول زن                                       | خارج از آفریقا                                                                               | نامزدشده   | [ ۷۷ ]          |
| جوایز فیلم بفتا                             | ۲۰۰۳                                   | جایزه بفتای بهترین بازیگر نقش مکمل زن                                      | اقتباس                                                                                       | نامزدشده   | [ ۷۸ ]          |
| جوایز فیلم بفتا                             | ۲۰۰۳                                   | جایزه بفتای بهترین بازیگر نقش اول زن                                       | ساعت‌ها                                                                                       | نامزدشده   | [ ۷۸ ]          |
| جوایز فیلم بفتا                             | ۲۰۰۵                                   | جایزه بفتای بهترین بازیگر نقش مکمل زن                                      | کاندیدای منچوری                                                                              | نامزدشده   | [ ۷۹ ]          |
| جوایز فیلم بفتا                             | ۲۰۰۷                                   | جایزه بفتای بهترین بازیگر نقش اول زن                                       | شیطان پرادا می‌پوشد                                                                           | نامزدشده   | [ ۸۰ ]          |
| جوایز فیلم بفتا                             | ۲۰۰۹                                   | جایزه بفتای بهترین بازیگر نقش اول زن                                       | تردید                                                                                        | نامزدشده   | [ ۸۱ ]          |
| جوایز فیلم بفتا                             | ۲۰۱۰                                   | جایزه بفتای بهترین بازیگر نقش اول زن                                       | جولی و جولیا                                                                                 | نامزدشده   | [ ۸۲ ]          |
| جوایز فیلم بفتا                             | ۲۰۱۲                                   | جایزه بفتای بهترین بازیگر نقش اول زن                                       | بانوی آهنی                                                                                   | برنده      | [ ۸۳ ]          |
| جوایز فیلم بفتا                             | ۲۰۱۷                                   | جایزه بفتای بهترین بازیگر نقش اول زن                                       | فلورانس فاستر جنکینز                                                                         | نامزدشده   | [ ۸۴ ]          |
| جایزه فیلم ایندیپندنت اسپیریت بریتانیا      | 2012                                   | Best Performance by an Actress in a British Independent Film               | بانوی آهنی                                                                                   | نامزدشده   | [ ۸۵ ] [ ۸۶ ]   |
| جشنواره کن                                  | جشنواره فیلم کن ۱۹۸۹                   | جایزه بهترین بازیگر زن جشنواره کن                                          | فریادی در تاریکی                                                                             | برنده      | [ ۸۷ ]          |
| Capri Hollywood International Film Festival | ۲۰۱۳                                   | بهترین بازیگر زن                                                           | اوسیج کانتی                                                                                  | برنده      | [ ۸۸ ]          |
| Capri Hollywood International Film Festival | ۲۰۱۳                                   | بهترین بازیگران گروه                                                       | بازیگران اوسیج کانتی                                                                         | برنده      | [ ۸۸ ]          |
| جایزه سزار                                  | 2003                                   | سزار افتخاری                                                               | مریل استریپ                                                                                  | برنده      | [ ۸۹ ]          |
| انجمن منتقدان فیلم شیکاگو                   | 1995                                   | بهترین بازیگر زن                                                           | پل‌های مدیسون کانتی                                                                           | نامزدشده   | [ ۹۰ ]          |
| انجمن منتقدان فیلم شیکاگو                   | 2002                                   | بهترین بازیگر نقش مکمل زن                                                  | اقتباس                                                                                       | برنده      | [ ۹۱ ]          |
| انجمن منتقدان فیلم شیکاگو                   | 2006                                   | بهترین بازیگر زن                                                           | شیطان پرادا می‌پوشد                                                                           | نامزدشده   | [ ۹۲ ] [ ۹۳ ]   |
| انجمن منتقدان فیلم شیکاگو                   | 2008                                   | بهترین بازیگر زن                                                           | تردید                                                                                        | نامزدشده   | [ ۹۴ ]          |
| انجمن منتقدان فیلم شیکاگو                   | 2009                                   | بهترین بازیگر زن                                                           | جولی و جولیا                                                                                 | نامزدشده   | [ ۹۴ ]          |
| انجمن منتقدان فیلم شیکاگو                   | 2011                                   | بهترین بازیگر زن                                                           | بانوی آهنی                                                                                   | نامزدشده   | [ ۹۵ ] [ ۹۶ ]   |
| انجمن منتقدان فیلم شیکاگو                   | 2013                                   | بهترین بازیگر زن                                                           | اوسیج کانتی                                                                                  | نامزدشده   | [ ۹۷ ]          |
| Costume Designers Guild                     | 2017                                   | Distinguished Collaborator Award                                           | مریل استریپ                                                                                  | برنده      | [ ۹۸ ] [ ۹۹ ]   |
| جایزه گزینش منتقدان فیلم                    | ۲۰۰۳                                   | جایزه سینمایی انتخاب منتقدان برای بهترین بازیگر نقش مکمل زن                | اقتباس                                                                                       | نامزدشده   | [ ۱۰۰ ]         |
| جایزه گزینش منتقدان فیلم                    | ۲۰۰۳                                   | بهترین گروه هنرپیشگی                                                       | بازیگران ساعت‌ها                                                                              | نامزدشده   | [ ۱۰۰ ]         |
| جایزه گزینش منتقدان فیلم                    | ۲۰۰۷                                   | جایزه سینمایی انتخاب منتقدان برای بهترین بازیگر زن                         | شیطان پرادا می‌پوشد                                                                           | نامزدشده   | [ ۱۰۱ ] [ ۱۰۲ ] |
| جایزه گزینش منتقدان فیلم                    | ۲۰۰۷                                   | بهترین گروه هنرپیشگی                                                       | بازیگران A Prairie Home Companion                                                            | نامزدشده   | [ ۱۰۱ ] [ ۱۰۲ ] |
| جایزه گزینش منتقدان فیلم                    | ۲۰۰۹                                   | بهترین گروه هنرپیشگی                                                       | تردید                                                                                        | نامزدشده   | [ ۱۰۳ ]         |
| جایزه گزینش منتقدان فیلم                    | ۲۰۰۹                                   | جایزه سینمایی انتخاب منتقدان برای بهترین بازیگر زن                         | تردید                                                                                        | برنده      | [ ۱۰۳ ]         |
| جایزه گزینش منتقدان فیلم                    | پانزدهمین جوایز سالانه منتقدین سینمایی | جایزه سینمایی انتخاب منتقدان برای بهترین بازیگر زن                         | جولی و جولیا                                                                                 | برنده      | [ ۱۰۴ ]         |
| جایزه گزینش منتقدان فیلم                    | ۲۰۱۲                                   | جایزه سینمایی انتخاب منتقدان برای بهترین بازیگر زن                         | بانوی آهنی                                                                                   | نامزدشده   | [ ۱۰۵ ]         |
| جایزه گزینش منتقدان فیلم                    | ۲۰۱۴                                   | جایزه سینمایی انتخاب منتقدان برای بهترین بازیگر زن                         | اوسیج کانتی                                                                                  | نامزدشده   | [ ۱۰۶ ] [ ۱۰۷ ] |
| جایزه گزینش منتقدان فیلم                    | ۲۰۱۴                                   | بهترین گروه هنرپیشگی                                                       | بازیگران اوسیج کانتی                                                                         | نامزدشده   | [ ۱۰۶ ] [ ۱۰۷ ] |
| جایزه گزینش منتقدان فیلم                    | ۲۰۱۵                                   | جایزه سینمایی انتخاب منتقدان برای بهترین بازیگر نقش مکمل زن                | به‌سوی جنگل                                                                                   | نامزدشده   | [ ۱۰۸ ]         |
| جایزه گزینش منتقدان فیلم                    | ۲۰۱۵                                   | بهترین گروه هنرپیشگی                                                       | بازیگران به‌سوی جنگل                                                                          | نامزدشده   | [ ۱۰۸ ]         |
| جایزه گزینش منتقدان فیلم                    | ۲۰۱۶                                   | جایزه سینمایی انتخاب منتقدان برای بهترین جلوه‌های بازیگر زن کمدی            | فلورانس فاستر جنکینز                                                                         | برنده      | [ ۱۰۹ ]         |
| جایزه گزینش منتقدان فیلم                    | ۲۰۱۷                                   | جایزه سینمایی انتخاب منتقدان برای بهترین بازیگر زن                         | پست                                                                                          | نامزدشده   | [ ۱۱۰ ]         |
| جایزه گزینش منتقدان فیلم                    | ۲۰۱۷                                   | بهترین گروه هنرپیشگی                                                       | بازیگران پست                                                                                 | نامزدشده   | [ ۱۱۰ ]         |
| انجمن منتقدان فیلم دالاس‌فورت وورث           | 2002                                   | بهترین بازیگر نقش مکمل زن                                                  | اقتباس                                                                                       | نفر دوم    | [ ۱۱۱ ] [ ۱۱۲ ] |
| انجمن منتقدان فیلم دالاس‌فورت وورث           | 2004                                   | بهترین بازیگر نقش مکمل زن                                                  | کاندیدای منچوری                                                                              | 5th place  | [ ۱۱۳ ]         |
| انجمن منتقدان فیلم دالاس‌فورت وورث           | 2006                                   | بهترین بازیگر زن                                                           | شیطان پرادا می‌پوشد                                                                           | 3rd place  | [ ۱۱۴ ]         |
| انجمن منتقدان فیلم دالاس‌فورت وورث           | 2008                                   | بهترین بازیگر زن                                                           | تردید                                                                                        | نفر دوم    | [ ۱۱۵ ]         |
| انجمن منتقدان فیلم دالاس‌فورت وورث           | 2009                                   | بهترین بازیگر زن                                                           | جولی و جولیا                                                                                 | نفر دوم    | [ ۱۱۶ ]         |
| انجمن منتقدان فیلم دالاس‌فورت وورث           | 2011                                   | بهترین بازیگر زن                                                           | بانوی آهنی                                                                                   | 3rd place  | [ ۱۱۷ ]         |
| انجمن منتقدان فیلم دالاس‌فورت وورث           | 2013                                   | بهترین بازیگر زن                                                           | اوسیج کانتی                                                                                  | 4th place  | [ ۱۱۸ ]         |
| انجمن منتقدان فیلم دالاس‌فورت وورث           | 2017                                   | بهترین بازیگر زن                                                           | پست                                                                                          | 5th place  | [ ۱۱۹ ]         |
| دیوید دی دوناتلو                            | ۱۹۸۲                                   | بهترین بازیگر زن خارجی                                                     | زن ستوان فرانسوی                                                                             | نامزدشده   | [ ۱۲۰ ]         |
| دیوید دی دوناتلو                            | ۱۹۸۴                                   | بهترین بازیگر زن خارجی                                                     | انتخاب سوفی                                                                                  | نامزدشده   | [ ۱۲۰ ]         |
| دیوید دی دوناتلو                            | ۱۹۸۵                                   | بهترین بازیگر زن خارجی                                                     | عاشق شدن                                                                                     | برنده      | [ ۱۲۰ ]         |
| دیوید دی دوناتلو                            | ۱۹۸۶                                   | بهترین بازیگر زن خارجی                                                     | خارج از آفریقا                                                                               | برنده      | [ ۱۲۰ ]         |
| Detroit Film Critics Society                | ۲۰۰۸                                   | بهترین بازیگر زن                                                           | تردید                                                                                        | نامزدشده   | [ ۱۲۱ ]         |
| Detroit Film Critics Society                | ۲۰۰۹                                   | بهترین بازیگر زن                                                           | جولی و جولیا                                                                                 | نامزدشده   | [ ۱۲۲ ]         |
| Detroit Film Critics Society                | ۲۰۱۱                                   | بهترین بازیگر زن                                                           | بانوی آهنی                                                                                   | نامزدشده   | [ ۱۲۳ ]         |
| Detroit Film Critics Society                | ۲۰۱۳                                   | بهترین بازیگر زن                                                           | اوسیج کانتی                                                                                  | نامزدشده   | [ ۱۲۴ ]         |
| Detroit Film Critics Society                | ۲۰۱۳                                   | بهترین گروه                                                                | بازیگران اوسیج کانتی                                                                         | نامزدشده   | [ ۱۲۴ ]         |
| Detroit Film Critics Society                | ۲۰۱۴                                   | بهترین گروه                                                                | به‌سوی جنگل                                                                                   | نامزدشده   | [ ۱۲۵ ]         |
| Detroit Film Critics Society                | ۲۰۱۷                                   | بهترین گروه                                                                | پست                                                                                          | برنده      | [ ۱۲۶ ]         |
| جوایز دوریان                                | ۲۰۱۲                                   | Film Performance of the Year                                               | بانوی آهنی                                                                                   | برنده      | [ ۱۲۷ ]         |
| جوایز دوریان                                | ۲۰۱۸                                   | Timeless Star                                                              | مریل استریپ                                                                                  | برنده      | [ ۱۲۸ ]         |
| Drama Desk Award                            | ۱۹۷۶                                   | Outstanding Actress in a Play                                              | Secret Service, A Memory of Two Mondays, 27 Wagons Full of Cotton, و Trelawny of the "Wells" | نامزدشده   | [ ۱۲۹ ]         |
| Drama Desk Award                            | ۱۹۷۷                                   | Outstanding Featured Actress in a Play                                     | The Cherry Orchard                                                                           | نامزدشده   | [ ۱۳۰ ]         |
| Drama Desk Award                            | ۱۹۷۷                                   | Outstanding Actress in a Musical                                           | Happy End                                                                                    | نامزدشده   | [ ۱۳۰ ]         |
| Drama Desk Award                            | ۲۰۰۲                                   | Outstanding Actress in a Play                                              | The Seagull                                                                                  | نامزدشده   | [ ۱۳۱ ]         |
| Drama Desk Award                            | ۲۰۰۷                                   | Outstanding Actress in a Play                                              | ننه دلاور و فرزندان او                                                                       | نامزدشده   | [ ۱۳۲ ]         |
| Dublin Film Critics' Circle                 | ۲۰۰۶                                   | Best Supporting Actress                                                    | شیطان پرادا می‌پوشد                                                                           | 3rd place  | [ ۱۳۳ ]         |
| Dublin Film Critics' Circle                 | ۲۰۰۹                                   | بهترین بازیگر زن                                                           | تردید                                                                                        | 5th place  | [ ۱۳۴ ]         |
| جایزه امپایر                                | ۲۰۱۲                                   | بهترین بازیگر زن                                                           | بانوی آهنی                                                                                   | نامزدشده   | [ ۱۳۵ ]         |
| Entertainment Industries Council            | ۲۰۱۴                                   | Performance in a Feature Film                                              | اوسیج کانتی                                                                                  | نامزدشده   | [ ۱۳۶ ] [ ۱۳۷ ] |
| Eugene O'Neill Theater Center               | ۲۰۱۴                                   | Monte Cristo Award                                                         | مریل استریپ                                                                                  | برنده      | [ ۱۳۸ ]         |
| Film Society of Lincoln Center              | ۲۰۰۸                                   | Chaplin Award Gala Tribute                                                 | مریل استریپ                                                                                  | برنده      | [ ۱۳۹ ]         |
| Florida Film Critics Circle                 | 2002                                   | بهترین بازیگر نقش مکمل زن                                                  | اقتباس                                                                                       | برنده      | [ ۱۴۰ ]         |
| موزه جرج ایستمن                             | ۱۹۹۹                                   | George Eastman Award                                                       | مریل استریپ                                                                                  | برنده      | [ ۱۴۱ ]         |
| جشنواره فیلم جیفونی                         | ۲۰۱۴                                   | Fellowship Award                                                           | مریل استریپ                                                                                  | برنده      | [ ۱۴۲ ]         |
| Gold Derby Awards                           | ۲۰۰۳                                   | Best Supporting Actress                                                    | اقتباس                                                                                       | برنده      | [ ۱۴۳ ]         |
| Gold Derby Awards                           | ۲۰۰۳                                   | بهترین بازیگر نقش اصلی زن                                                  | ساعت‌ها                                                                                       | نامزدشده   | [ ۱۴۳ ]         |
| Gold Derby Awards                           | ۲۰۰۳                                   | بهترین بازیگران گروه                                                       | بازیگران اقتباس                                                                              | نامزدشده   | [ ۱۴۳ ]         |
| Gold Derby Awards                           | ۲۰۰۳                                   | بهترین بازیگران گروه                                                       | بازیگران ساعت‌ها                                                                              | برنده      | [ ۱۴۳ ]         |
| Gold Derby Awards                           | ۲۰۰۴                                   | Best TV Movie/Mini Lead Actress                                            | فرشتگان در آمریکا                                                                            | برنده      | [ ۱۴۳ ]         |
| Gold Derby Awards                           | ۲۰۰۷                                   | بهترین بازیگران گروه                                                       | بازیگران A Prairie Home Companion                                                            | نامزدشده   | [ ۱۴۳ ]         |
| Gold Derby Awards                           | ۲۰۰۷                                   | بهترین بازیگر نقش اصلی زن                                                  | شیطان پرادا می‌پوشد                                                                           | نامزدشده   | [ ۱۴۳ ]         |
| Gold Derby Awards                           | ۲۰۰۹                                   | TV Movie/Mini Actress of the Decade                                        | فرشتگان در آمریکا                                                                            | برنده      | [ ۱۴۳ ]         |
| Gold Derby Awards                           | ۲۰۰۹                                   | بهترین بازیگر نقش اصلی زن                                                  | تردید                                                                                        | برنده      | [ ۱۴۳ ]         |
| Gold Derby Awards                           | ۲۰۰۹                                   | بهترین بازیگران گروه                                                       | بازیگران تردید                                                                               | برنده      | [ ۱۴۳ ]         |
| Gold Derby Awards                           | ۲۰۱۰                                   | بهترین بازیگر نقش مکمل زن دهه                                              | اقتباس                                                                                       | نامزدشده   | [ ۱۴۳ ]         |
| Gold Derby Awards                           | ۲۰۱۰                                   | Best Performer of the Decade                                               | مریل استریپ                                                                                  | برنده      | [ ۱۴۳ ]         |
| Gold Derby Awards                           | ۲۰۱۰                                   | بهترین بازیگر نقش اصلی زن                                                  | جولی و جولیا                                                                                 | برنده      | [ ۱۴۳ ]         |
| Gold Derby Awards                           | ۲۰۱۲                                   | بهترین بازیگر نقش اصلی زن                                                  | بانوی آهنی                                                                                   | برنده      | [ ۱۴۳ ]         |
| Gold Derby Awards                           | ۲۰۱۴                                   | بهترین بازیگران گروه                                                       | بازیگران اوسیج کانتی                                                                         | نامزدشده   | [ ۱۴۳ ]         |
| Gold Derby Awards                           | ۲۰۱۵                                   | بهترین بازیگران گروه                                                       | بازیگران به‌سوی جنگل                                                                          | نامزدشده   | [ ۱۴۳ ]         |
| Gold Derby Awards                           | ۲۰۱۵                                   | Best Supporting Actress                                                    | به‌سوی جنگل                                                                                   | نامزدشده   | [ ۱۴۳ ]         |
| Gold Derby Awards                           | ۲۰۱۸                                   | بهترین بازیگر نقش اصلی زن                                                  | پست                                                                                          | نامزدشده   | [ ۱۴۴ ]         |
| جایزه گلدن گلوب                             | 1979                                   | بهترین بازیگرن نقش مکمل زن                                                 | شکارچی گوزن                                                                                  | نامزدشده   | [ ۱۴۵ ]         |
| جایزه گلدن گلوب                             | 1980                                   | بهترین بازیگرن نقش مکمل زن                                                 | کریمر علیه کریمر                                                                             | برنده      | [ ۱۴۶ ]         |
| جایزه گلدن گلوب                             | 1982                                   | بهترین بازیگرن زن فیلم درام                                                | زن ستوان فرانسوی                                                                             | برنده      | [ ۱۴۷ ]         |
| جایزه گلدن گلوب                             | 1983                                   | بهترین بازیگرن زن فیلم درام                                                | انتخاب سوفی                                                                                  | برنده      | [ ۱۴۸ ]         |
| جایزه گلدن گلوب                             | 1984                                   | بهترین بازیگرن زن فیلم درام                                                | سیلک‌وود                                                                                      | نامزدشده   | [ ۱۴۹ ]         |
| جایزه گلدن گلوب                             | 1986                                   | بهترین بازیگرن زن فیلم درام                                                | خارج از آفریقا                                                                               | نامزدشده   | [ ۱۵۰ ]         |
| جایزه گلدن گلوب                             | 1989                                   | بهترین بازیگرن زن فیلم درام                                                | فریادی در تاریکی                                                                             | نامزدشده   | [ ۱۵۱ ]         |
| جایزه گلدن گلوب                             | 1990                                   | بهترین بازیگرن زن فیلم موزیکال                                             | She-Devil                                                                                    | نامزدشده   | [ ۱۵۲ ]         |
| جایزه گلدن گلوب                             | 1991                                   | بهترین بازیگرن زن فیلم موزیکال                                             | کارت‌پستال‌هایی از لبه پرتگاه                                                                  | نامزدشده   | [ ۱۵۳ ]         |
| جایزه گلدن گلوب                             | 1993                                   | بهترین بازیگرن زن فیلم موزیکال                                             | مرگ درخور اوست                                                                               | نامزدشده   | [ ۱۵۴ ]         |
| جایزه گلدن گلوب                             | 1995                                   | بهترین بازیگرن زن فیلم درام                                                | The River Wild                                                                               | نامزدشده   | [ ۱۵۵ ]         |
| جایزه گلدن گلوب                             | 1996                                   | بهترین بازیگرن زن فیلم درام                                                | پل‌های مدیسون کانتی                                                                           | نامزدشده   | [ ۱۵۶ ]         |
| جایزه گلدن گلوب                             | 1997                                   | بهترین بازیگرن زن فیلم درام                                                | اتاق ماروین                                                                                  | نامزدشده   | [ ۱۵۷ ]         |
| جایزه گلدن گلوب                             | 1998                                   | بهترین بازیگرن زن برای سریال کوتاه یا فیلم تلویزیونی                       | ...اول، آسیب نرسان                                                                           | نامزدشده   | [ ۱۵۸ ]         |
| جایزه گلدن گلوب                             | 1999                                   | بهترین بازیگرن زن فیلم درام                                                | یک چیز واقعی                                                                                 | نامزدشده   | [ ۱۵۹ ]         |
| جایزه گلدن گلوب                             | 2000                                   | بهترین بازیگرن زن فیلم درام                                                | موسیقی قلب                                                                                   | نامزدشده   | [ ۱۶۰ ]         |
| جایزه گلدن گلوب                             | 2003                                   | بهترین بازیگرن نقش مکمل زن                                                 | اقتباس                                                                                       | برنده      | [ ۱۶۱ ]         |
| جایزه گلدن گلوب                             | 2003                                   | بهترین بازیگرن زن فیلم درام                                                | ساعت‌ها                                                                                       | نامزدشده   | [ ۱۶۱ ]         |
| جایزه گلدن گلوب                             | 2004                                   | بهترین بازیگرن نقش زن برای سریال کوتاه یا فیلم تلویزیونی                   | فرشتگان در آمریکا                                                                            | برنده      | [ ۱۶۲ ]         |
| جایزه گلدن گلوب                             | 2005                                   | جایزه گلدن گلوب بهترین بازیگر نقش مکمل زن                                  | کاندیدای منچوری                                                                              | نامزدشده   | [ ۱۶۳ ]         |
| جایزه گلدن گلوب                             | 2007                                   | بهترین بازیگرن زن فیلم موزیکال                                             | شیطان پرادا می‌پوشد                                                                           | برنده      | [ ۱۶۴ ]         |
| جایزه گلدن گلوب                             | 2009                                   | بهترین بازیگرن زن فیلم درام                                                | تردید                                                                                        | نامزدشده   | [ ۱۶۵ ]         |
| جایزه گلدن گلوب                             | 2009                                   | بهترین بازیگرن زن فیلم موزیکال یا کمدی                                     | ماما میا!                                                                                    | نامزدشده   | [ ۱۶۵ ]         |
| جایزه گلدن گلوب                             | 2010                                   | بهترین بازیگرن زن فیلم موزیکال یا کمدی                                     | پیچیده‌است                                                                                    | نامزدشده   | [ ۱۶۶ ]         |
| جایزه گلدن گلوب                             | 2010                                   | بهترین بازیگرن زن فیلم موزیکال یا کمدی                                     | جولی و جولیا                                                                                 | برنده      | [ ۱۶۶ ]         |
| جایزه گلدن گلوب                             | 2012                                   | بهترین بازیگرن زن فیلم درام                                                | بانوی آهنی                                                                                   | برنده      | [ ۱۶۷ ]         |
| جایزه گلدن گلوب                             | 2013                                   | بهترین بازیگرن زن فیلم یا موزیکال                                          | امید می‌روید                                                                                  | نامزدشده   | [ ۱۶۸ ]         |
| جایزه گلدن گلوب                             | 2014                                   | بهترین بازیگرن زن فیلم یا موزیکال                                          | اوسیج کانتی                                                                                  | نامزدشده   | [ ۱۶۹ ]         |
| جایزه گلدن گلوب                             | 2015                                   | بهترین بازیگرن نقش مکمل زن                                                 | به‌سوی جنگل                                                                                   | نامزدشده   | [ ۱۷۰ ]         |
| جایزه گلدن گلوب                             | 2017                                   | بهترین بازیگرن زن فیلم موزیکال یا کمدی                                     | فلورانس فاستر جنکینز                                                                         | نامزدشده   | [ ۱۷۱ ]         |
| جایزه گلدن گلوب                             | 2017                                   | جایزه سیسیل بی دمیل                                                        | مریل استریپ                                                                                  | برنده      | [ ۱۷۱ ]         |
| جایزه گلدن گلوب                             | 2018                                   | بهترین بازیگرن زن فیلم درام                                                | پست                                                                                          | نامزدشده   | [ ۱۷۲ ]         |
| Golden Schmoes Awards                       | ۲۰۰۲                                   | بهترین هنرپیشه نقل مکمل زن سال                                             | اقتباس                                                                                       | نامزدشده   | [ ۱۷۳ ]         |
| Golden Schmoes Awards                       | ۲۰۰۸                                   | بهترین بازیگر زن سال                                                       | تردید                                                                                        | نامزدشده   | [ ۱۷۴ ]         |
| Golden Schmoes Awards                       | ۲۰۰۹                                   | بهترین بازیگر زن سال                                                       | جولی و جولیا                                                                                 | نامزدشده   | [ ۱۷۵ ]         |
| Goldene Kamera                              | ۲۰۰۹                                   | بهترین بازیگر زم – بین‌المللی                                               | مریل استریپ                                                                                  | برنده      | [ ۱۷۶ ]         |
| جوایز گاتهام                                | 1999                                   | Career Tribute                                                             | مریل استریپ                                                                                  | برنده      | [ ۱۷۷ ]         |
| جوایز گاتهام                                | 2006                                   | بهترین بازیگران گروه                                                       | بازیگران A Prairie Home Companion                                                            | نامزدشده   | [ ۱۷۸ ]         |
| Gracie Awards                               | ۲۰۰۵                                   | Individual Achievement Award – Outstanding Female Lead in a Drama Special  | فرشتگان در آمریکا                                                                            | برنده      | [ ۱۷۹ ]         |
| جایزه گرمی                                  | ۱۹۸۶                                   | بهترین آلبوم برای کودکان                                                   | The Velveteen Rabbit                                                                         | نامزدشده   | [ ۱۸۰ ]         |
| جایزه گرمی                                  | ۱۹۸۹                                   | بهترین آلبوم برای کودکان                                                   | The Tailor of Gloucester                                                                     | نامزدشده   | [ ۱۸۰ ]         |
| جایزه گرمی                                  | ۱۹۸۹                                   | بهترین آلبوم برای کودکان                                                   | The Tale of Peter Rabbit                                                                     | نامزدشده   | [ ۱۸۰ ]         |
| جایزه گرمی                                  | ۲۰۰۸                                   | جایزه گرمی بهترین آلبوم شنیداری کودکان                                     | The One and Only Shrek!                                                                      | نامزدشده   | [ ۱۸۰ ]         |
| جایزه گرمی                                  | ۲۰۰۹                                   | Best Compilation Soundtrack for Visual Media                               | Mamma Mia!                                                                                   | نامزدشده   | [ ۱۸۰ ]         |
| رکوردهای جهانی گینس                         | ۱۹۹۹                                   | Highest Grossing Actress – Starring Role                                   | مریل استریپ                                                                                  | 3rd place  | [ ۱۸۱ ]         |
| رکوردهای جهانی گینس                         | ۲۰۱۲                                   | بیشتر برد جایزه گلدن گلوب توسط یک بازیگر زن                                | مریل استریپ                                                                                  | برنده      | [ ۱۸۱ ] [ ۱۸۲ ] |
| رکوردهای جهانی گینس                         | ۲۰۱۲                                   | بیشتر جوایز گلدن گلوب                                                      | مریل استریپ                                                                                  | برنده      | [ ۱۸۱ ] [ ۱۸۲ ] |
| رکوردهای جهانی گینس                         | ۲۰۱۳                                   | Most Powerful Actress                                                      | مریل استریپ                                                                                  | 6th place  | [ ۱۸۱ ]         |
| رکوردهای جهانی گینس                         | ۲۰۱۷                                   | بیشتر نامزدی برای جایزه گلدن گلوب توسط یک بازیگر زن                        | مریل استریپ                                                                                  | برنده      | [ ۱۸۱ ] [ ۱۸۲ ] |
| رکوردهای جهانی گینس                         | ۲۰۱۸                                   | Most Oscar Nominations for an Actress                                      | مریل استریپ                                                                                  | برنده      | [ ۱۸۱ ] [ ۱۸۲ ] |
| رکوردهای جهانی گینس                         | ۲۰۱۹                                   | Highest-grossing Leading Actress in Musical Films at the Global Box Office | مریل استریپ                                                                                  | برنده      | [ ۱۸۱ ]         |
| Hasty Pudding Theatricals                   | ۱۹۸۰                                   | Woman of the Year                                                          | مریل استریپ                                                                                  | برنده      | [ ۱۸۳ ]         |
| جوایز فیلم هالیوود                          | ۲۰۱۳                                   | جایزه گروه هالیوود                                                         | بازیگران اوسیج کانتی                                                                         | برنده      | [ ۱۸۴ ]         |
| Houston Film Critics Society                | 2008                                   | بهترین بازیگر زن                                                           | تردید                                                                                        | نامزدشده   | [ ۱۸۵ ]         |
| Houston Film Critics Society                | 2008                                   | بهترین بازیگران گروه                                                       | بازیگران تردید                                                                               | برنده      | [ ۱۸۵ ]         |
| Houston Film Critics Society                | 2009                                   | بهترین بازیگر زن                                                           | جولی و جولیا                                                                                 | نامزدشده   | [ ۱۸۶ ] [ ۱۸۷ ] |
| Houston Film Critics Society                | 2011                                   | بهترین بازیگر زن                                                           | بانوی آهنی                                                                                   | نامزدشده   | [ ۱۸۸ ]         |
| Houston Film Critics Society                | 2013                                   | بهترین بازیگر زن                                                           | اوسیج کانتی                                                                                  | نامزدشده   | [ ۱۸۹ ] [ ۱۹۰ ] |
| آی‌جی‌ان                                      | ۲۰۱۴                                   | Best Movie Supporting Actress                                              | به‌سوی جنگل                                                                                   | نامزدشده   | [ ۱۹۱ ]         |
| IndieWire Critics Poll                      | ۲۰۰۶                                   | Best Supporting Performance                                                | A Prairie Home Companion                                                                     | 8th place  | [ ۱۹۲ ]         |
| IndieWire Critics Poll                      | ۲۰۰۶                                   | Best Lead Performance                                                      | شیطان پرادا می‌پوشد                                                                           | 7th place  | [ ۱۹۲ ]         |
| IndieWire Critics Poll                      | ۲۰۰۹                                   | Best Lead Performance                                                      | جولی و جولیا                                                                                 | مقام هشتم  | [ ۱۹۳ ]         |
| International Cinephile Society             | ۲۰۰۷                                   | Best Supporting Actress                                                    | A Prairie Home Companion                                                                     | نفر دوم    | [ ۱۹۴ ]         |
| International Cinephile Society             | ۲۰۱۰                                   | بهترین بازیگر زن                                                           | جولی و جولیا                                                                                 | نامزدشده   | [ ۱۹۵ ] [ ۱۹۶ ] |
| International Online Film Critics' Poll     | ۲۰۱۱                                   | بهترین بازیگر زن دهه                                                       | شیطان پرادا می‌پوشد                                                                           | نامزدشده   | [ ۱۹۷ ]         |
| International Online Film Critics' Poll     | ۲۰۱۱                                   | بهترین بازیگران گروه                                                       | بازیگران تردید                                                                               | نامزدشده   | [ ۱۹۷ ]         |
| International Online Film Critics' Poll     | ۲۰۱۱                                   | بهترین بازیگر زن در نقش اصلی                                               | تردید                                                                                        | نامزدشده   | [ ۱۹۷ ]         |
| International Online Film Critics' Poll     | ۲۰۱۲                                   | بهترین بازیگر زن در نقش اصلی                                               | بانوی آهنی                                                                                   | نامزدشده   | [ ۱۹۸ ]         |
| Irish Film & Television Academy Awards      | ۱۹۹۹                                   | بهترین بازیگر زن                                                           | Dancing at Lughnasa                                                                          | نامزدشده   | [ ۱۹۹ ]         |
| Irish Film & Television Academy Awards      | ۲۰۰۹                                   | بهترین بازیگر زن بین‌المللی                                                 | ماما میا!                                                                                    | برنده      | [ ۲۰۰ ]         |
| Irish Film & Television Academy Awards      | ۲۰۱۰                                   | بهترین بازیگر زن بین‌المللی                                                 | پیچیده‌است                                                                                    | برنده      | [ ۲۰۱ ]         |
| Irish Film & Television Academy Awards      | ۲۰۱۲                                   | بهترین بازیگر زن بین‌المللی                                                 | بانوی آهنی                                                                                   | نامزدشده   | [ ۲۰۲ ]         |
| Jupiter Award                               | ۲۰۱۳                                   | بهترین بازیگر زن بین‌المللی                                                 | امید می‌روید                                                                                  | نامزدشده   | [ ۲۰۳ ]         |
| Jupiter Award                               | ۲۰۱۵                                   | بهترین بازیگر زن بین‌المللی                                                 | اوسیج کانتی                                                                                  | نامزدشده   | [ ۲۰۴ ]         |
| Jupiter Award                               | ۲۰۱۶                                   | بهترین بازیگر زن بین‌المللی                                                 | به‌سوی جنگل                                                                                   | نامزدشده   | [ ۲۰۵ ]         |
| Jupiter Award                               | ۲۰۱۷                                   | بهترین بازیگر زن بین‌المللی                                                 | فلورانس فاستر جنکینز                                                                         | نامزدشده   | [ ۲۰۶ ]         |
| حلقه منتقدان فیلم لندن                      | 2004                                   | بهترین هنرپیشه زن سال                                                      | اقتباس                                                                                       | نامزدشده   | [ ۲۰۷ ]         |
| حلقه منتقدان فیلم لندن                      | 2007                                   | بهترین هنرپیشه زن سال                                                      | شیطان پرادا می‌پوشد                                                                           | برنده      | [ ۲۰۸ ]         |
| حلقه منتقدان فیلم لندن                      | 2009                                   | بهترین هنرپیشه زن سال                                                      | تردید                                                                                        | نامزدشده   | [ ۲۰۹ ] [ ۲۱۰ ] |
| حلقه منتقدان فیلم لندن                      | 2010                                   | بهترین هنرپیشه زن سال                                                      | جولی و جولیا                                                                                 | نامزدشده   | [ ۲۱۱ ] [ ۲۱۲ ] |
| حلقه منتقدان فیلم لندن                      | 2012                                   | بهترین هنرپیشه زن سال                                                      | بانوی آهنی                                                                                   | برنده      | [ ۲۱۳ ]         |
| انجمن منتقدان فیلم لس آنجلس                 | ۱۹۷۹                                   | بهترین بازیگر نقش مکمل زن                                                  | کریمر علیه کریمر, منهتن, و اغوای جو تاینن                                                    | برنده      | [ ۲۱۴ ]         |
| انجمن منتقدان فیلم لس آنجلس                 | ۱۹۸۱                                   | بهترین بازیگر زن                                                           | زن ستوان فرانسوی                                                                             | برنده      | [ ۲۱۵ ]         |
| انجمن منتقدان فیلم لس آنجلس                 | ۱۹۸۲                                   | بهترین بازیگر زن                                                           | انتخاب سوفی                                                                                  | برنده      | [ ۲۱۶ ]         |
| انجمن منتقدان فیلم لس آنجلس                 | ۱۹۸۵                                   | بهترین بازیگر زن                                                           | خارج از آفریقا                                                                               | برنده      | [ ۲۱۷ ]         |
| جشنواره بین‌المللی فیلم مسکو                 | ۲۰۰۴                                   | جایزه استانیسلاوسکی                                                        | مریل استریپ                                                                                  | برنده      | [ ۲۱۸ ]         |
| جایزه سینمایی و تلویزیونی ام‌تی‌وی            | ۲۰۰۷                                   | بهترین بازیگر نقش منفی                                                     | شیطان پرادا می‌پوشد                                                                           | نامزدشده   | [ ۲۱۹ ] [ ۲۲۰ ] |
| جایزه سینمایی و تلویزیونی ام‌تی‌وی            | جایزه سینمایی ام‌تی‌وی ۲۰۱۵              | بهترین بازیگر نقش منفی                                                     | به‌سوی جنگل                                                                                   | برنده      | [ ۲۲۱ ]         |
| روبان نقره‌ای                                | ۱۹۸۴                                   | بهترین بازیگر زن                                                           | سیلک‌وود                                                                                      | نامزدشده   | [ ۲۲۲ ]         |
| روبان نقره‌ای                                | ۱۹۸۶                                   | بهترین بازیگر زن                                                           | خارج از آفریقا                                                                               | نامزدشده   | [ ۲۲۳ ]         |
| هیئت ملی بازبینی فیلم                       | 1979                                   | بهترین بازیگر نقش مکمل زن                                                  | کریمر علیه کریمر, منهتن, و اغوای جو تاینن                                                    | برنده      | [ ۲۲۴ ]         |
| هیئت ملی بازبینی فیلم                       | 1982                                   | بهترین بازیگر زن                                                           | انتخاب سوفی                                                                                  | برنده      | [ ۲۲۴ ]         |
| هیئت ملی بازبینی فیلم                       | 2008                                   | بهترین هنرپیشگی توسط یک گروه                                               | بازیگران تردید                                                                               | برنده      | [ ۲۲۵ ]         |
| هیئت ملی بازبینی فیلم                       | 2009                                   | بهترین هنرپیشگی توسط یک گروه                                               | بازیگران پیچیده‌است                                                                           | برنده      | [ ۲۲۶ ]         |
| هیئت ملی بازبینی فیلم                       | 2017                                   | بهترین بازیگر زن                                                           | پست                                                                                          | برنده      | [ ۲۲۷ ]         |
| جایزه ملی فیلم انگلیس                       | جایزه ملی فیلم انگلیس                  | بهترین اجرا - زن                                                           | ماما میا!                                                                                    | برنده      | [ ۲۲۸ ]         |
| جامعه ملی منتقدان فیلم                      | ۱۹۷۸                                   | بهترین بازیگر نقش مکمل زن                                                  | شکارچی گوزن                                                                                  | برنده      | [ ۲۲۹ ] [ ۲۳۰ ] |
| جامعه ملی منتقدان فیلم                      | ۱۹۷۹                                   | بهترین بازیگر نقش مکمل زن                                                  | کریمر علیه کریمر, منهتن, و اغوای جو تاینن                                                    | برنده      | [ ۲۳۱ ] [ ۲۳۲ ] |
| جامعه ملی منتقدان فیلم                      | ۱۹۸۲                                   | بهترین بازیگر زن                                                           | انتخاب سوفی                                                                                  | برنده      | [ ۲۳۳ ] [ ۲۳۴ ] |
| جامعه ملی منتقدان فیلم                      | ۱۹۹۵                                   | بهترین بازیگر زن                                                           | پل‌های مدیسون کانتی                                                                           | 3rd place  | [ ۲۳۵ ]         |
| جامعه ملی منتقدان فیلم                      | ۲۰۰۶                                   | بهترین بازیگر نقش مکمل زن                                                  | شیطان پرادا می‌پوشد و A Prairie Home Companion                                                | برنده      | [ ۲۳۶ ] [ ۲۳۷ ] |
| جامعه ملی منتقدان فیلم                      | ۲۰۰۹                                   | بهترین بازیگر زن                                                           | جولی و جولیا و آقای فاکس شگفت‌انگیز                                                           | نفر دوم    | [ ۲۳۸ ] [ ۲۳۹ ] |
| جامعه ملی منتقدان فیلم                      | ۲۰۱۱                                   | بهترین بازیگر زن                                                           | بانوی آهنی                                                                                   | 3rd place  | [ ۲۴۰ ]         |
| حلقه منتقدان فیلم نیویورک                   | ۱۹۷۸                                   | بهترین بازیگر نقش مکمل زن                                                  | شکارچی گوزن                                                                                  | 3rd place  | [ ۲۴۱ ]         |
| حلقه منتقدان فیلم نیویورک                   | ۱۹۷۹                                   | بهترین بازیگر نقش مکمل زن                                                  | کریمر علیه کریمر و اغوای جو تاینن                                                            | برنده      | [ ۲۴۲ ]         |
| حلقه منتقدان فیلم نیویورک                   | ۱۹۸۲                                   | بهترین بازیگر نقش اول زن                                                   | انتخاب سوفی                                                                                  | برنده      | [ ۲۴۳ ] [ ۲۴۴ ] |
| حلقه منتقدان فیلم نیویورک                   | ۱۹۸۸                                   | بهترین بازیگر نقش اول زن                                                   | فریادی در تاریکی                                                                             | برنده      | [ ۲۴۵ ] [ ۲۴۶ ] |
| حلقه منتقدان فیلم نیویورک                   | ۲۰۰۶                                   | بهترین بازیگر نقش اول زن                                                   | شیطان پرادا می‌پوشد                                                                           | نفر دوم    | [ ۲۴۷ ]         |
| حلقه منتقدان فیلم نیویورک                   | ۲۰۰۹                                   | بهترین بازیگر نقش اول زن                                                   | جولی و جولیا                                                                                 | برنده      | [ ۲۴۸ ] [ ۲۴۹ ] |
| حلقه منتقدان فیلم نیویورک                   | ۲۰۱۱                                   | بهترین بازیگر نقش اول زن                                                   | بانوی آهنی                                                                                   | برنده      | [ ۲۵۰ ] [ ۲۵۱ ] |
| New York Film Critics Online                | 2009                                   | بهترین بازیگر زن                                                           | جولی و جولیا                                                                                 | برنده      | [ ۲۵۲ ]         |
| New York Film Critics Online                | 2011                                   | بهترین بازیگر زن                                                           | بانوی آهنی                                                                                   | برنده      | [ ۲۵۳ ]         |
| New York Women in Film & Television         | ۱۹۸۳                                   | Muse Award                                                                 | مریل استریپ                                                                                  | برنده      | [ ۲۵۴ ]         |
| جوایز برگزیده کودکان نیکلودین               | ۲۰۱۵                                   | Favorite Villain                                                           | به‌سوی جنگل                                                                                   | نامزدشده   | [ ۲۵۵ ]         |
| Obie Award                                  | ۱۹۸۱                                   | Distinguished Performance by an Actress                                    | Alice in Concert                                                                             | برنده      | [ ۲۵۶ ]         |
| جامعه آنلاین منتقدان فیلم                   | 2002                                   | بهترین بازیگر نقش مکمل زن                                                  | اقتباس                                                                                       | نامزدشده   | [ ۲۵۷ ]         |
| جامعه آنلاین منتقدان فیلم                   | 2002                                   | بهترین گروه                                                                | بازیگران اقتباس                                                                              | نامزدشده   | [ ۲۵۷ ]         |
| جامعه آنلاین منتقدان فیلم                   | 2006                                   | بهترین بازیگر زن                                                           | شیطان پرادا می‌پوشد                                                                           | نامزدشده   | [ ۲۵۸ ]         |
| جامعه آنلاین منتقدان فیلم                   | 2008                                   | بهترین بازیگر زن                                                           | تردید                                                                                        | نامزدشده   | [ ۲۵۹ ]         |
| جامعه آنلاین منتقدان فیلم                   | 2009                                   | بهترین بازیگر زن                                                           | جولی و جولیا                                                                                 | نامزدشده   | [ ۲۶۰ ] [ ۲۶۱ ] |
| جامعه آنلاین منتقدان فیلم                   | 2011                                   | بهترین بازیگر زن                                                           | بانوی آهنی                                                                                   | نامزدشده   | [ ۲۶۲ ]         |
| Outer Critics Circle Award                  | ۱۹۷۶                                   | Outstanding Performance                                                    | A Memory of Two Mondays و 27 Wagons Full of Cotton                                           | برنده      | [ ۲۶۳ ] [ ۲۶۴ ] |
| اوت‌فست                                      | ۲۰۰۳                                   | Screen Idol Awards                                                         | ساعت‌ها                                                                                       | برنده      | [ ۲۶۵ ] [ ۲۶۶ ] |
| جشنواره بین‌المللی فیلم پام اسپرینگز         | ۲۰۱۴                                   | Icon Award                                                                 | مریل استریپ                                                                                  | برنده      | [ ۲۶۷ ] [ ۲۶۸ ] |
| جشنواره بین‌المللی فیلم پام اسپرینگز         | ۲۰۱۹                                   | جایزه بازیگران گروه                                                        | بازیگران بازگشت مری پاپینز                                                                   | برنده      | [ ۲۶۹ ]         |
| جایزه برگزیده مردم                          | ۱۹۸۴                                   | Favorite Motion Picture Supporting Actress                                 | مریل استریپ                                                                                  | برنده      | [ ۲۷۰ ]         |
| جایزه برگزیده مردم                          | ۱۹۸۵                                   | Favorite Motion Picture Supporting Actress                                 | مریل استریپ                                                                                  | برنده      | [ ۲۷۱ ]         |
| جایزه برگزیده مردم                          | ۱۹۸۶                                   | Favorite Motion Picture Supporting Actress                                 | مریل استریپ                                                                                  | برنده      | [ ۲۷۲ ]         |
| جایزه برگزیده مردم                          | ۱۹۸۶                                   | Favorite All-Around Female Entertainer                                     | مریل استریپ                                                                                  | برنده      | [ ۲۷۲ ]         |
| جایزه برگزیده مردم                          | ۱۹۸۷                                   | Favorite Motion Picture Actress                                            | مریل استریپ                                                                                  | برنده      | [ ۲۷۳ ]         |
| جایزه برگزیده مردم                          | ۱۹۸۹                                   | Favorite Actress in a Dramatic Motion Picture                              | مریل استریپ                                                                                  | برنده      | [ ۲۷۴ ]         |
| جایزه برگزیده مردم                          | ۱۹۹۰                                   | World-Favorite Motion Picture Actress                                      | مریل استریپ                                                                                  | برنده      | [ ۲۷۵ ]         |
| جایزه برگزیده مردم                          | ۱۹۹۰                                   | Favorite Motion Picture Actress                                            | مریل استریپ                                                                                  | برنده      | [ ۲۷۵ ]         |
| جایزه برگزیده مردم                          | ۲۰۰۹                                   | Favorite Cast                                                              | ماما میا!                                                                                    | نامزدشده   | [ ۲۷۶ ]         |
| جایزه برگزیده مردم                          | ۲۰۰۹                                   | Favorite Song from a Soundtrack                                            | "ماما میا"                                                                                   | برنده      | [ ۲۷۶ ]         |
| جایزه برگزیده مردم                          | ۲۰۱۳                                   | Favorite Movie Icon                                                        | مریل استریپ                                                                                  | برنده      | [ ۲۷۷ ]         |
| جایزه برگزیده مردم                          | ۲۰۱۳                                   | Favorite Dramatic Movie Actress                                            | مریل استریپ                                                                                  | نامزدشده   | [ ۲۷۷ ]         |
| جایزه برگزیده مردم                          | ۲۰۱۵                                   | Favorite Dramatic Movie Actress                                            | مریل استریپ                                                                                  | نامزدشده   | [ ۲۷۸ ]         |
| جایزه برگزیده مردم                          | ۲۰۱۶                                   | Favorite Movie Actress                                                     | مریل استریپ                                                                                  | نامزدشده   | [ ۲۷۹ ]         |
| جایزه امی ساعات پربیننده                    | ۱۹۷۸                                   | بهترین بازیگر زن در مجموعه تلویزیونی کوتاه یا فیلم تلویزیونی               | هولوکاست                                                                                     | برنده      | [ ۲۸۰ ]         |
| جایزه امی ساعات پربیننده                    | ۱۹۹۷                                   | بهترین بازیگر زن در مجموعه تلویزیونی کوتاه یا فیلم تلویزیونی               | ...اول، آسیب نرسان                                                                           | نامزدشده   | [ ۲۸۰ ]         |
| جایزه امی ساعات پربیننده                    | ۲۰۰۴                                   | بهترین بازیگر زن در مجموعه تلویزیونی کوتاه یا فیلم تلویزیونی               | فرشتگان در آمریکا                                                                            | برنده      | [ ۲۸۰ ]         |
| جایزه امی ساعات پربیننده                    | ۲۰۱۷                                   | Outstanding Narrator                                                       | Five Came Back                                                                               | برنده      | [ ۲۸۰ ]         |
| جایزه رمبراند                               | ۲۰۰۷                                   | بهترین بازیگر زن خارجی                                                     | شیطان پرادا می‌پوشد                                                                           | برنده      | [ ۲۸۱ ]         |
| جایزه رمبراند                               | ۲۰۰۹                                   | بهترین بازیگر زن خارجی                                                     | ماما میا!                                                                                    | برنده      | [ ۲۸۲ ]         |
| جایزه رمبراند                               | ۲۰۱۳                                   | بهترین بازیگر زن خارجی                                                     | بانوی آهنی                                                                                   | برنده      | [ ۲۸۳ ]         |
| جشنواره فیلم رم                             | ۲۰۰۹                                   | Golden Marc'Aurelio Acting Award                                           | جولی و جولیا                                                                                 | برنده      | [ ۲۸۴ ]         |
| Rungstedlund Foundation                     | ۱۹۹۳                                   | Rungstedlund Award                                                         | خارج از آفریقا, based on خارج از آفریقا written by کارن بلیکسن                               | برنده      | [ ۲۸۵ ]         |
| Russian National Movie Awards               | ۲۰۰۷                                   | بهترین بازیگر زن خارجی                                                     | مورچه‌کش, شیطان پرادا می‌پوشد, و A Prairie Home Companion                                      | برنده      | [ ۲۸۶ ]         |
| Russian National Movie Awards               | ۲۰۰۹                                   | بهترین بازیگر زن خارجی                                                     | ماما میا!                                                                                    | برنده      | [ ۲۸۷ ]         |
| Russian National Movie Awards               | ۲۰۱۰                                   | بهترین بازیگر زن خارجی                                                     | تردید و جولی و جولیا                                                                         | نامزدشده   | [ ۲۸۸ ]         |
| Russian National Movie Awards               | ۲۰۱۴                                   | بهترین بازیگر زن خارجی دهه                                                 | مریل استریپ                                                                                  | نامزدشده   | [ ۲۸۹ ]         |
| انجمن منتقدان فیلم سن دیگو                  | 2017                                   | بهترین گروه                                                                | بازیگران پست                                                                                 | نامزدشده   | [ ۲۹۰ ] [ ۲۹۱ ] |
| حلقه منتقدان فیلم سان‌فرانسیسکو              | 2009                                   | بهترین بازیگر زن                                                           | جولی و جولیا                                                                                 | برنده      | [ ۲۹۲ ]         |
| حلقه منتقدان فیلم سان‌فرانسیسکو              | 2013                                   | بهترین بازیگر زن                                                           | اوسیج کانتی                                                                                  | نامزدشده   | [ ۲۹۳ ]         |
| جشنواره بین‌المللی فیلم سن‌سباستین            | ۲۰۰۸                                   | Donostia Award                                                             | مریل استریپ                                                                                  | برنده      | [ ۲۹۴ ]         |
| جایزه ستلایت                                | ۱۹۹۸                                   | بهترین بازیگر زن in a Mini-Series or Motion Picture Made for TV            | ...اول، آسیب نرسان                                                                           | نامزدشده   | [ ۲۹۵ ]         |
| جایزه ستلایت                                | ۱۹۹۹                                   | Best Actress in a Motion Picture – Drama                                   | یک چیز واقعی                                                                                 | نامزدشده   | [ ۲۹۶ ]         |
| جایزه ستلایت                                | ۲۰۰۳                                   | Best Actress in a Motion Picture – Drama                                   | ساعت‌ها                                                                                       | نامزدشده   | [ ۲۹۷ ]         |
| جایزه ستلایت                                | ۲۰۰۳                                   | بهترین بازیگر نقش مکمل زن در یک فیلم - کمدی یا موزیکال                     | اقتباس                                                                                       | نامزدشده   | [ ۲۹۷ ]         |
| جایزه ستلایت                                | ۲۰۰۴                                   | Best Actress in a Mini-Series or Motion Picture Made for TV                | فرشتگان در آمریکا                                                                            | برنده      | [ ۲۹۸ ]         |
| جایزه ستلایت                                | ۲۰۰۷                                   | Best Actress in a Motion Picture – Comedy or Musical                       | شیطان پرادا می‌پوشد                                                                           | برنده      | [ ۲۹۹ ]         |
| جایزه ستلایت                                | ۲۰۰۸                                   | Best Actress in a Motion Picture – Comedy or Musical                       | ماما میا!                                                                                    | نامزدشده   | [ ۳۰۰ ]         |
| جایزه ستلایت                                | ۲۰۰۸                                   | Best Actress in a Motion Picture – Drama                                   | تردید                                                                                        | نامزدشده   | [ ۳۰۰ ]         |
| جایزه ستلایت                                | ۲۰۰۹                                   | Best Actress in a Motion Picture – Comedy or Musical                       | جولی و جولیا                                                                                 | برنده      | [ ۳۰۱ ]         |
| جایزه ستلایت                                | ۲۰۱۱                                   | Best Actress in a Motion Picture                                           | بانوی آهنی                                                                                   | نامزدشده   | [ ۳۰۲ ]         |
| جایزه ستلایت                                | ۲۰۱۳                                   | Best Actress in a Motion Picture                                           | اوسیج کانتی                                                                                  | نامزدشده   | [ ۳۰۳ ]         |
| جایزه ستلایت                                | ۲۰۱۴                                   | بهترین گروه – فیلم                                                         | بازیگران به‌سوی جنگل                                                                          | برنده      | [ ۳۰۴ ]         |
| جایزه ستلایت                                | ۲۰۱۶                                   | Best Actress in a Motion Picture                                           | فلورانس فاستر جنکینز                                                                         | نامزدشده   | [ ۳۰۵ ]         |
| جایزه ساترن                                 | ۱۹۹۲                                   | جایزه ساترن بهترین بازیگر نقش اول زن                                       | Defending Your Life                                                                          | نامزدشده   | [ ۳۰۶ ]         |
| جایزه ساترن                                 | ۱۹۹۳                                   | جایزه ساترن بهترین بازیگر نقش اول زن                                       | مرگ درخور اوست                                                                               | نامزدشده   | [ ۳۰۷ ]         |
| جایزه ساترن                                 | ۲۰۰۵                                   | Saturn Award for Best Supporting Actress                                   | کاندیدای منچوری                                                                              | نامزدشده   | [ ۳۰۸ ]         |
| جایزه ساترن                                 | ۲۰۱۵                                   | Saturn Award for Best Supporting Actress                                   | به‌سوی جنگل                                                                                   | نامزدشده   | [ ۳۰۹ ]         |
| جایزه انجمن بازیگران فیلم                   | ۱۹۹۵                                   | Outstanding Performance by a Female Actor in a Leading Role                | The River Wild                                                                               | نامزدشده   | [ ۳۱۰ ]         |
| جایزه انجمن بازیگران فیلم                   | ۱۹۹۶                                   | Outstanding Performance by a Female Actor in a Leading Role                | پل‌های مدیسون کانتی                                                                           | نامزدشده   | [ ۳۱۱ ]         |
| جایزه انجمن بازیگران فیلم                   | ۱۹۹۷                                   | Outstanding Performance by a Cast in a Motion Picture                      | بازیگران اتاق ماروین                                                                         | نامزدشده   | [ ۳۱۲ ]         |
| جایزه انجمن بازیگران فیلم                   | ۱۹۹۹                                   | Outstanding Performance by a Female Actor in a Leading Role                | یک چیز واقعی                                                                                 | نامزدشده   | [ ۳۱۳ ]         |
| جایزه انجمن بازیگران فیلم                   | ۲۰۰۰                                   | Outstanding Performance by a Female Actor in a Leading Role                | موسیقی قلب                                                                                   | نامزدشده   | [ ۳۱۴ ]         |
| جایزه انجمن بازیگران فیلم                   | ۲۰۰۳                                   | Outstanding Performance by a Cast in a Motion Picture                      | بازیگران اقتباس                                                                              | نامزدشده   | [ ۳۱۵ ]         |
| جایزه انجمن بازیگران فیلم                   | ۲۰۰۳                                   | Outstanding Performance by a Cast in a Motion Picture                      | بازیگران ساعت‌ها                                                                              | نامزدشده   | [ ۳۱۵ ]         |
| جایزه انجمن بازیگران فیلم                   | ۲۰۰۴                                   | بهترین بازیگر نقش زن برای سریال کوتاه یا فیلم تلویزیونی                    | فرشتگان در آمریکا                                                                            | برنده      | [ ۳۱۶ ]         |
| جایزه انجمن بازیگران فیلم                   | ۲۰۰۷                                   | Outstanding Performance by a Female Actor in a Leading Role                | شیطان پرادا می‌پوشد                                                                           | نامزدشده   | [ ۳۱۷ ]         |
| جایزه انجمن بازیگران فیلم                   | ۲۰۰۹                                   | Outstanding Performance by a Female Actor in a Leading Role                | تردید                                                                                        | برنده      | [ ۳۱۸ ]         |
| جایزه انجمن بازیگران فیلم                   | ۲۰۰۹                                   | Outstanding Performance by a Cast in a Motion Picture                      | بازیگران تردید                                                                               | نامزدشده   | [ ۳۱۸ ]         |
| جایزه انجمن بازیگران فیلم                   | ۲۰۱۰                                   | Outstanding Performance by a Female Actor in a Leading Role                | جولی و جولیا                                                                                 | نامزدشده   | [ ۳۱۹ ]         |
| جایزه انجمن بازیگران فیلم                   | ۲۰۱۲                                   | Outstanding Performance by a Female Actor in a Leading Role                | بانوی آهنی                                                                                   | نامزدشده   | [ ۳۲۰ ]         |
| جایزه انجمن بازیگران فیلم                   | ۲۰۱۴                                   | Outstanding Performance by a Female Actor in a Leading Role                | اوسیج کانتی                                                                                  | نامزدشده   | [ ۳۲۱ ]         |
| جایزه انجمن بازیگران فیلم                   | ۲۰۱۴                                   | Outstanding Performance by a Cast in a Motion Picture                      | بازیگران اوسیج کانتی                                                                         | نامزدشده   | [ ۳۲۱ ]         |
| جایزه انجمن بازیگران فیلم                   | ۲۰۱۵                                   | بهترین بازیگر نقش مکمل زن                                                  | به‌سوی جنگل                                                                                   | نامزدشده   | [ ۳۲۲ ]         |
| جایزه انجمن بازیگران فیلم                   | ۲۰۱۷                                   | Outstanding Performance by a Female Actor in a Leading Role                | فلورانس فاستر جنکینز                                                                         | نامزدشده   | [ ۳۲۳ ]         |
| Seattle Film Critics Society                | ۲۰۱۷                                   | بهترین بازیگران گروه                                                       | بازیگران پست                                                                                 | نامزدشده   | [ ۳۲۴ ] [ ۳۲۵ ] |
| Seattle Film Critics Society                | ۲۰۱۷                                   | بهترین بازیگر زن                                                           | پست                                                                                          | نامزدشده   | [ ۳۲۴ ] [ ۳۲۵ ] |
| Society of Operating Cameramen              | ۲۰۱۸                                   | President's Award                                                          | مریل استریپ                                                                                  | برنده      | [ ۳۲۶ ]         |
| انجمن منتقدان فیلم سنت لوئیس                | 2011                                   | Best Actress                                                               | بانوی آهنی                                                                                   | نفر دوم    | [ ۳۲۷ ]         |
| انجمن منتقدان فیلم سنت لوئیس                | 2013                                   | Best Actress                                                               | اوسیج کانتی                                                                                  | نفر دوم    | [ ۳۲۷ ]         |
| انجمن منتقدان فیلم سنت لوئیس                | 2017                                   | Best Actress                                                               | پست                                                                                          | نامزدشده   | [ ۳۲۸ ]         |
| جوایز برگزیده نوجوانان                      | ۲۰۰۶                                   | Choice Movie: Chemistry                                                    | مریل استریپ و ان هتوی بخاطر شیطان پرادا می‌پوشد                                               | نامزدشده   | [ ۳۲۹ ] [ ۳۳۰ ] |
| جوایز برگزیده نوجوانان                      | ۲۰۰۶                                   | Choice Movie: Sleazebag                                                    | شیطان پرادا می‌پوشد                                                                           | نامزدشده   | [ ۳۲۹ ] [ ۳۳۰ ] |
| جشنواره فیلم تلیوراید                       | ۱۹۹۸                                   | Silver Medallion                                                           | مریل استریپ                                                                                  | برنده      | [ ۳۳۱ ]         |
| Theatre World Award                         | ۱۹۷۶                                   | Outstanding Broadway or Off-Broadway Debuts                                | Secret Service                                                                               | برنده      | [ ۳۳۲ ] [ ۲۶۴ ] |
| جایزه تونی                                  | ۱۹۷۶                                   | Best Featured Actress in a Play                                            | 27 Wagons Full of Cotton                                                                     | نامزدشده   | [ ۳۳۳ ] [ ۳۳۴ ] |
| انجمن منتقدان فیلم تورنتو                   | 2008                                   | Best Actress                                                               | تردید                                                                                        | نامزدشده   | [ ۳۳۵ ]         |
| انجمن منتقدان فیلم تورنتو                   | 2009                                   | Best Actress                                                               | جولی و جولیا                                                                                 | نامزدشده   | [ ۳۳۶ ]         |
| انجمن منتقدان فیلم تورنتو                   | 2011                                   | Best Actress                                                               | بانوی آهنی                                                                                   | نامزدشده   | [ ۳۳۷ ]         |
| سمینسی                                      | ۱۹۸۶                                   | بهترین بازیگر زن                                                           | دل‌سوختگی                                                                                     | برنده      | [ ۳۳۸ ]         |
| حلقه منتقدان فیلم ونکوور                    | 2008                                   | Best Actress                                                               | تردید                                                                                        | نامزدشده   | [ ۳۳۹ ] [ ۳۴۰ ] |
| حلقه منتقدان فیلم ونکوور                    | 2009                                   | Best Actress                                                               | جولی و جولیا                                                                                 | نامزدشده   | [ ۳۴۱ ] [ ۳۴۲ ] |
| حلقه منتقدان فیلم ونکوور                    | ۲۰۱۱                                   | Best Actress                                                               | بانوی آهنی                                                                                   | نامزدشده   | [ ۳۴۳ ] [ ۳۴۴ ] |
| Village Voice Film Poll                     | ۲۰۰۹                                   | بهترین بازیگر زن                                                           | جولی و جولیا                                                                                 | 5th place  | [ ۳۴۵ ]         |
| Village Voice Film Poll                     | ۲۰۱۱                                   | بهترین بازیگر زن                                                           | بانوی آهنی                                                                                   | 8th place  | [ ۳۴۶ ]         |
| Village Voice Film Poll                     | ۲۰۱۷                                   | بهترین بازیگر زن                                                           | پست                                                                                          | 18th place | [ ۳۴۷ ]         |
| انجمن منتقدان فیلم منطقه واشینگتن، دی.سی.   | 2008                                   | بهترین گروه هنرپیشگی                                                       | بازیگران تردید                                                                               | برنده      | [ ۳۴۸ ]         |
| انجمن منتقدان فیلم منطقه واشینگتن، دی.سی.   | 2008                                   | Best Actress                                                               | تردید                                                                                        | برنده      | [ ۳۴۸ ]         |
| انجمن منتقدان فیلم منطقه واشینگتن، دی.سی.   | 2009                                   | Best Actress                                                               | جولی و جولیا                                                                                 | نامزدشده   | [ ۳۴۹ ]         |
| انجمن منتقدان فیلم منطقه واشینگتن، دی.سی.   | 2011                                   | Best Actress                                                               | بانوی آهنی                                                                                   | نامزدشده   | [ ۳۵۰ ]         |
| انجمن منتقدان فیلم منطقه واشینگتن، دی.سی.   | 2013                                   | Best Actress                                                               | اوسیج کانتی                                                                                  | نامزدشده   | [ ۳۵۱ ]         |
| انجمن منتقدان فیلم منطقه واشینگتن، دی.سی.   | 2013                                   | بهترین گروه هنرپیشگی                                                       | بازیگران اوسیج کانتی                                                                         | نامزدشده   | [ ۳۵۱ ]         |
| انجمن منتقدان فیلم منطقه واشینگتن، دی.سی.   | ۲۰۱۴                                   | بهترین گروه هنرپیشگی                                                       | بازیگران به‌سوی جنگل                                                                          | نامزدشده   | [ ۳۵۲ ]         |
| انجمن منتقدان فیلم منطقه واشینگتن، دی.سی.   | 2017                                   | بهترین گروه هنرپیشگی                                                       | پست                                                                                          | نامزدشده   | [ ۳۵۳ ]         |
| انجمن منتقدان فیلم منطقه واشینگتن، دی.سی.   | 2017                                   | بهترین بازیگر زن                                                           | پست                                                                                          | نامزدشده   | [ ۳۵۳ ]         |
| حلقه زنان منتقد فیلم                        | ۲۰۰۶                                   | بهترین اجرای کمدی                                                          | شیطان پرادا می‌پوشد                                                                           | برنده      | [ ۳۵۴ ]         |
| حلقه زنان منتقد فیلم                        | ۲۰۰۸                                   | Lifetime Achievement Award                                                 | مریل استریپ                                                                                  | برنده      | [ ۳۵۵ ]         |
| حلقه زنان منتقد فیلم                        | ۲۰۰۸                                   | Best Comedic Actress                                                       | ماما میا!                                                                                    | برنده      | [ ۳۵۵ ]         |
| حلقه زنان منتقد فیلم                        | ۲۰۰۹                                   | Best Comedic Actress                                                       | جولی و جولیا                                                                                 | برنده      | [ ۳۵۶ ]         |
| حلقه زنان منتقد فیلم                        | ۲۰۱۱                                   | بهترین بازیگر زن                                                           | بانوی آهنی                                                                                   | نامزدشده   | [ ۳۵۷ ] [ ۳۵۸ ] |
| حلقه زنان منتقد فیلم                        | ۲۰۱۱                                   | بهترین زوج سینمایی                                                         | بانوی آهنی                                                                                   | نامزدشده   | [ ۳۵۷ ] [ ۳۵۸ ] |
| حلقه زنان منتقد فیلم                        | ۲۰۱۴                                   | Woman's Work/Best Ensemble                                                 | بازیگران مرد خانه                                                                            | برنده      | [ ۳۵۹ ]         |
| حلقه زنان منتقد فیلم                        | ۲۰۱۵                                   | Woman's Work/Best Ensemble                                                 | بازیگران حق رأی                                                                              | برنده      | [ ۳۶۰ ]         |
| Women in Film and Television International  | ۱۹۹۸                                   | Crystal Awards                                                             | مریل استریپ                                                                                  | برنده      | [ ۳۶۱ ]         |

## توضیحات
1. ↑  Indicates the year of ceremony. Each year is linked to the article about the awards held that year, wherever possible.
2. 1 2 3 4 5  The film was released worldwide as A Cry in the Dark, except in Australia and New Zealand, where it was released under the title Evil Angels.[۱]
3. ↑  Tied with کری مولیگان و پیتر سارسگارد بخاطر درس‌آموزی.
4. ↑  مشترکاً با نیکول کیدمن و جولیان مور بخاطر اجراهایشان در همان فیلم.
5. ↑  Tied with ان هتوی بخاطر ریچل ازدواج می‌کند.
6. ↑  Tied with ساندرا بولاک for نقطه کور.
7. 1 2  مشترکاً با نیکلاس کیج، کریس کوپر, برایان کاکس, کارا سیمور، و تیلدا سوینتن.
8. 1 2  مشترکاً با تونی کولت، کلر دینز، جف دانیلز، استیون دیلین، اد هریس، الیسون جنی، نیکول کیدمن، جولیان مور، جان سی ریلی، و میراندا ریچاردسون.
9. ↑  مشترکاً با وودی هارلسون، ال. کیو. جونز, تامی لی جونز، گریسون کیلر، کوین کلاین، لیندزی لوهان، ویرجینیا مادسن، جان سی ریلی، مایا رودولف، و لی‌لی تاملین.
10. 1 2  مشترکاً با ایمی آدامز، وایولا دیویس، و فیلیپ سیمور هافمن.
11. 1 2 3  مشترکاً با ابیگیل برسلین، کریس کوپر, بندیکت کامبربچ، جولیت لوئیس، مارگو مارتیندال، یوان مک‌گرگور، درموت مالرونی، جولیان نیکلسون، جولیا رابرتس، سام شپارد، و میستی اوپهام.
12. ↑  مشترکاً با کریستین برنسکی، تامی بلانچارد، امیلی بلانت، جیمز کوردن، Lilla Crawford, جانی دپ، دنیل هاتلستون، آنا کندریک، بیلی مگنوسن، مکنزی موزی، کریس پاین، لوسی پانچ، و تریسی آلمن.
13. ↑  مشترکاً با وودی هارلسون، تامی لی جونز، گریسون کیلر، کوین کلاین، لیندزی لوهان، ویرجینیا مادسن، جان سی ریلی، مایا رودولف، لی‌لی تاملین، ال. کیو. جونز, Sue Scott, و Tim Russell.
14. ↑  Tied with جف بریجز بخاطر دل دیوانه و نیکلاس کیج بخاطر ستوان بد: بندر نیواورلئان.
15. ↑  Tied with آنا پاکوین for مارگارت.
16. ↑  مشترکاً با امیلی بلانت، لین-منوئل میرندا، کالین فرث، بن ویشاو، امیلی مورتیمر، دیک ون دایک، و آنجلا لنسبوری.
17. ↑  مشترکاً با هیوم کرونین، رابرت دنیرو، لئوناردو دی‌کاپریو، دن هدایا، داین کیتن، Hal Scardino, گوئن وردن.